# Carlo Coccia
Carlo Coccia (Nápoles, 14 de abril de 1782 -  Novara, 13 de abril de 1873) fue un compositor italiano, recordado principalmente por sus obras operisticas y su música sacra.

## Biografía
Carlo Coccia nació en Nápoles y estudió en Conservatorio de Nápoles con Casella, Fedele Fenaroli y Giovanni Paisiello, que lo presentó al rey José Bonaparte, convirtiéndose en su músico privado. Escribió su primera ópera, Il matrimonio per lettera di cambio, en 1807, pero fue un fracaso; sin embargo, al año siguiente, con la ayuda de Paisiello, su segunda ópera, Il poeta fortunato, fue bien recibida.
Luego se trasladó a Venecia, donde se concentró en óperas semiserias, de la que Clotilde, de 1815, es quizás el mejor ejemplo. Acusado de imitar a otros compositores, y de producir muchas óperas desiguales también a toda prisa, quedó finalmente eclipsado por la emergencia de Rossini y se fue a Lisboa, donde permaneció desde 1820 hasta 1823. A continuación se instaló en Londres en 1824, donde fue director del Teatro de Su Majestad (His Majesty's Theatre). En 1827, escribió Maria Stuarda para Giuditta Pasta, que fue estrenada con éxito.
De vuelta en Italia, se concentró en la ópera seria, y obtuvo cierto éxito en 1833 con Caterina di Guisa, pero para entonces, tenía que competir con los gustos de Gaetano Donizetti y Vincenzo Bellini. 
Se convirtió en maestro de capilla en Novara, en 1837, y en director del Conservatorio de Música de Turín, edicándose casi exclusivamente a la enseñanza y a la composición de música sacra.. Escribió la última de sus óperas en 1841 en Novara, donde murió.

## Obras
Entre sus composiciones hay numerosas obras, incluyendo Rinaldo d'Asti, Claudina, Mandane, Maria Stuarda, Rosamunda, Clotilde y Enrico di Montfort. Algunas de sus obras se basaron en libretos de Giuseppe Maria Foppa.
En 1868-69 contribuyó en la Messa per Rossini (con la parte séptima de la II.Sequenzia, el «Lacrimosa Amen»), una misa de réquiem en honor de Rossini, compuesta por muchos compositores, una propuesta de Giuseppe Verdi por la desaparición del famoso compositor.

## Óperas
- Il matrimonio per lettere di cambio (1807, Roma)
- Il poeta fortunato, ossia Tutto il mal vien dal mantello (1808, Florencia)
- L'equivoco, o Le vicende del Martinaccio (1809, Bolonia)
- Voglia di dote e non di moglie (1809, Ferrara)
- La verità nella bugia (1809, Venecia)
- Una fatale supposizione, ovvero Amore e dovere (1810, Venecia); Matilde
- I solitari (1811, Venecia)
- Il sogno verificato (1812, Venecia)
- Arrighetto (1813, Venecia)
- La donna selvaggia (1813, Venecia)
- Il crescendo (1814, Venecia)
- Carlotta e Werther (1814, Florencia)
- Evellina (1814, Milán)
- Euristea, o L'amore generoso (1815, Venecia)
- Clotilde (8 giugno 1815, Venecia)
- I begli usi di città (1815, Milán)
- Medea e Giasone (1816, Turín)
- Rinaldo d'Asti (1816, Roma)
- Etelinda (1816, Venecia)
- Claudina in Torino (1817, Roma)
- Fajello (1817, Florencia)
- Donna Caritea, regina di Spagna (1818, Génova)
- Elena e Virginia (1818, Trieste)
- Gabriella di Vergy (1818, Trieste); rev. di Fajello
- Atar (1821, Lisboa)
- Mandane, regina di Persia (1822, Lisboa)
- La festa della rosa (1822, Lisboa)
- Elena e Costantino (1823, Lisboa)
- Maria Stuarda, regina di Scozia (7 de julio de 1827, Londres)
- L'orfano della selva (1828, Milano)
- Rosmunda d'Inghilterra (27 de febrero de 1829, Venecia)
- Edoardo Stuart in Scozia (1831, Nápoles)
- Enrico di Monfort (1831, Milán)
- Caterina di Guisa (1833, Milán)
- La figlia dell'arciere (1834, Nápoles)
- Marsa (1835, Nápoles)
- La solitaria delle Asturie, ossia La Spagna ricuperata (1838, Milán)
- Giovanna II regina di Napoli (1840, Milán)
- Il lago delle fate (1841, Turín)